# دیتمار بیکای
دیتمار بیکای (انگلیسی: Ditmar Bicaj؛ زادهٔ ۲۶ فوریهٔ ۱۹۸۹) یک بازیکن فوتبال اهل کشور آلبانی است.